# Ceinture dorée
La Ceinture dorée est le nom donné à une portion de la région littorale au nord de la Bretagne, des départements des Côtes-d'Armor et du Finistère, à cheval sur le Léon et le Trégor. Parfois même la région de Saint-Malo et Dinard, située en Ille-et-Vilaine, est, du moins sur le plan agricole, incluse dans la délimitation, en raison de la similitude des productions même si elle est dénommée d'un point de vue touristique la Côte d'Émeraude.

## Un climat et un sol privilégiés
La proximité de la mer (Manche, océan Atlantique) et l'influence de la dérive nord atlantique, prolongement du Gulf Stream, contribuent à adoucir le climat en période hivernale (rareté du gel, précocité de la reprise de la période végétative au printemps) et a favorisé l'agriculture maraîchère et en particulier les primeurs, surtout à partir de la 2e moitié du XIXe siècle, lorsque la création du réseau ferroviaire a facilité l'acheminement des productions vers les grandes villes et régions de consommation. Toutefois, grâce aux ports, l'exportation des productions par voie maritime était déjà pratiquée antérieurement, souvent en direction du marché britannique (tradition des johnnies de Roscoff, vendeurs d'oignons au Royaume-Uni), d'autres exemples connus de même type existant hors de la Ceinture Dorée stricto sensu, par exemple pour les exportations de fraises à partir de la presqu'île de Plougastel ou la culture des carottes, endives, poireaux le long du littoral du Cotentin.
La richesse du sol (couverture de lœss , d'origine périglaciaire recouvrant un plateau granitique) explique aussi pour partie cette agriculture maraîchère. La richesse de sa terre était aussi traditionnellement accrue par l'utilisation d'engrais (goémon) et d'amendements (maërl) marins.
La végétation naturelle ou importée de la Ceinture dorée illustre aussi cette douceur climatique avec la présence de nombreuses plantes sensibles au gel ou de type méditerranéen, voire tropical comme celles de l'île de Bréhat où poussent agapanthes, mimosas, myrtes, figuiers, amandiers, eucalyptus, etc. ou encore celles du Jardin Georges Delaselle à l'île de Batz ou du jardin exotique de Roscoff.
L'expression Ceinture dorée est apparue vers 1880, en raison des richesses que procuraient les cultures légumières et florales alors nouvelles qui s'étendit alors en Bretagne le long des côtes de la Manche, surtout à l'ouest de Saint-Pol-de-Léon.

## Types d'activités maraîchères

### Oignons
L’exportation de légumes bretons vers l’Angleterre est attestée depuis le XIVe siècle. La tradition des johnnies embarquant dans un port breton du littoral de la Manche (principalement Roscoff et Saint-Malo)  pour aller vendre l'été leurs oignons sur le marché britannique a commencé en 1828. Disposant d'entrepôts dans les port britanniques où ils arrivaient comme Southampton, Plymouth ou Poole (36 johnnies recensés à Poole par exemple en 1954), les hommes, selon un témoignage concernant l'année 1954, arrimaient « des montagnes de 120 kg d'oignons sur leur guidon, ça n'allait jamais dans les rayons ». Quelques femmes seulement accompagnaient les hommes ; elles étaient botteleuses, tressaient les oignons, faisaient les courses et préparaient les repas. Les oignons (surtout la spécialité de l'oignon rosé de Roscoff qui a obtenu son AOC en 2009) sont semés à l'automne puis repiqués dès le début du printemps pour être récoltés en juillet et chargés vers le Royaume-Uni, où les agriculteurs vont se faire vendeurs tout au long de l’hiver. 

### Choux-fleurs
La culture des choux-fleurs se développe pendant le premier tiers du XXe siècle, passant par exemple pour la région de Saint-Pol-de-Léon de 16 900 tonnes pour la campagne 1913-1914 à 48 621 tonnes pour la campagne 1926-1927.

### Artichauts
Cet extrait du journal Ouest-Éclair publié en 1937 illustre le rapide essor de la culture des artichauts dans la région de Saint-Pol-de-Léon et Roscoff pendant la décennie 1930 :

« La saison des choux-fleurs peut être considérée comme terminée et voici qu'aussitôt s'ouvre la campagne des artichauts. En effet, depuis quelques jours, les arrivages deviennent importants et cette semaine on peut évaluer à une centaine les charretées qui stationnent journellement sur la place de notre marché. Si depuis quelques années la culture des artichauts s'est faite de plus en plus intensive dans toute la région du Léon, c'est parce que les demandes d'achat parvenant de tous les principaux centres de la France se sont faites de plus en plus nombreuses et le cultivateur léonard pouvait espérer de cette culture. Jusqu'en 1933, cet excellent légume dont les propriétés curatives des affections du foie dont reconnues, ne se vendait qu'en France. Puis en 1934 les étrangers s'adressaient à nos expéditeurs et, même alors que les exportations des produits d la terre connaissaient bien des difficultés, des commandes étaient passées. (...) Il est impossible de donner un chiffre exact de la quantité d'artichauts expédiés par le rayon Saint-Pol-Roscoff, ne connaissant pas exactement les quantités exportées par camions automobiles. On pourrait peut-être l'évaluer approximativement à 2000 tonnes en 1934, 5000 à 6000 tonnes en 1935, pour atteindre 8000 tonnes en 1936. »

À l'époque les expéditions d'artichauts se faisaient surtout par voie ferrée : en 1936, par exemple 31 271 tonnes sont expédiées par le rail, dont 18 523 tonnes au départ de la gare de Saint-Pol-de-Léon, 4 292 tonnes au départ de celle de Plouenan, 2 877 tonnes au départ de celle de Morlaix, 2 829 tonnes au départ de celle de Taulé - Henvic, 2 750 tonnes au départ de celle de Roscoff, la destination principale étant le marché français même si 6 524 tonnes sont exportées par le rail en direction principalement de la Suisse et de la Belgique.

### Pommes de terre
La côte nord de la Bretagne est aussi la 2e région française productrice, après le Nord-Pas-de-Calais de plants de pommes de terre de semence : 4717 ha en 2008 étaient consacrés à cette production (127 000 tonnes produites) largement exportée.

## Évolution des activités maraîchères
La production de légumes primeurs souffre désormais de la diminution de l'avantage climatique par rapport aux zones concurrentes de production situées en France (Midi français), dans l'Europe méridionale, le Bassin méditerranéen ou la zone intertropicale qui bénéficient d'un climat plus chaud et plus ensoleillé : l'amélioration des transports, l'ouverture économique liée à la mise en place du Marché Commun agricole dans le cadre de l'Union européenne et à l'essor du libre-échange dans le cadre de la mondialisation, le développement d'une agriculture hors-sol ou sous serre (aux Pays-Bas par exemple).
La production demeure toutefois importante : la partie léonarde autour de Saint-Pol-de-Léon regroupe 1100 exploitations agricoles et produit 110 millions de têtes de choux-fleurs par an, 35 000 t d'artichauts (principalement des "camus de Bretagne"), autant d'échalotes et autant de tomates, 15 000 d'endives et autant de brocolis, 10 000 t de pommes de terre primeurs et 5 000 t d'oignons rosés, etc. conditionnés, vendus et expédiés principalement par la SICA (Société d'intérêt collectif agricole) de Saint-Pol-de-Léon. Une diversification des productions est nette depuis plusieurs années, la culture des légumes sous abri se développe au détriment de la culture de plein champ et légumes biologiques, fleurs coupées, plants de pépinière et plantes fleuries s'ajoutent aux productions traditionnelles. La partie paimpolaise regroupe environ 600 producteurs autour de l'UCPT (Union des Coopératives de Paimpol et de Tréguier), produit chaque année environ 180 000 tonnes de légumes frais (52 millions de choux-fleurs, 40 000 t de tomates, 14 000 de pommes de terre primeurs, 13 000 d'artichauts, plus de 9 000 t des fameux Coco de Paimpol (haricots) et procure environ 3 000 emplois, directs et indirects. Dans la région de Saint-Malo et Cancale, la Sipefel (Société Interprofessionnelle des Producteurs et Expéditeurs de Fruits, Légumes, Bulbes et Fleurs d'Ille-et-Vilaine, créée en 1963 et dont le siège se trouve à Saint-Méloir-des-Ondes) regroupe 67 exploitations agricoles pour 700 ha de terres cultivées et produit 25 millions de choux-fleurs, 7 000 t de pommes de terre primeurs, des poireaux, etc.
La mise en place de marchés au cadran (à Saint-Pol-de-Léon, à Plérin, à Saint-Méloir-des-Ondes) à la suite de la crise du marché légumier du Haut-Léon et du Trégor de 1957 à 1967 a visé à permettre une meilleure organisation des ventes, à la fois plus rémunératrice pour les producteurs, plus rapide et assurant de meilleurs débouchés à la production afin de réduire les invendus.
La valorisation des productions est désormais aussi assurée par la mise en place d'une marque réputée valant label de qualité, Prince de Bretagne, gérée par le CERAFEL Bretagne. La sponsorisation du multicoque Prince de Bretagne, barré par Lionel Lemonchois, vise à accroître la notoriété de la marque.

## Le tourisme balnéaire de la Ceinture dorée
De nombreuses stations balnéaires sont échelonnées tout au long de la Ceinture dorée bretonne, les plus connues étant, d'est en ouest :
- celles de la Côte de Goëlo : Saint-Cast, Le Val-André, Binic, Saint-Quay-Portrieux.
- celles de la Côte de granit rose : Paimpol, Trégastel, Plougrescant, Perros-Guirec, Trébeurden ainsi que l'île de Bréhat.
- celles de la Ceinture dorée stricto-sensu : Locquirec, Carantec, Roscoff, Cléder, Plouescat ainsi que l'Île-de-Batz.